# Doručak šampiona
Doručak šampiona ili Zbogom tužnom ponedeljku (енгл. Breakfast of Champions, or Goodbye Blue Monday) sedmi je roman američkog autora Kurta Vonegata, objavljen 1973. Radnja romana se odvija u izmišljenom gradu Midland Sitiju, u Mičigenu. Roman pripoveda o susretu dva usamljena, mršava, prilično stara belca na planeti koja ubrzano umire. Jedan od njih dvojice, Dvejn Huver, šarmantan je, ali duboko poremećen trgovac Pontiak automobila, kao i vlasnik velikog parčeta zemlje, čiji psihički problemi čine da on poveruje da je naučno-fantastična priča Kilgora Trauta, zapravo istina. Traut, poprilično nepoznat pisac petparačkih priča naučno-fantastične tematike, je lik koji se pojavljuje u nekoliko drugih Vonegаtovih romana. Traut izgleda kao ludi starac, ali je u stvari relativno razuman. Kako se radnja romana razvija, Traut stopira prevoz do Midlend Sitija ne bi li se pojavio na umetničkoj izložbi, gde će sresti Huvera i nenamerno uticati na njega da poludi.

## Radnja
Kilgor Traut je veoma plodan pisac, čija su dela izdavana u velikom broju. Međutim, bez obzira na to, on je i dalje nepoznat široj publici. On je dobio poziv da održi govor na jednom lokalnom umetničkom festivalu u udaljenom Midlend Sitiju. Dvejn Huver je jedan bogat preduzetnik, koji je vlasnik skoro svega u Midlend Sitiju, ali koji postaje sve više mentalno nestabilan. Roman je nehronološki i često menja fokus sa Huvera na Trauta, i obratno. Takođe se s vremena na vreme fokusira na sporedne likove, kao što su, na primer, Huverov sin, Bani ili Vejn Hobler, ali i sam Kurt Vonegat, koji se pojavljuje kao autor knjige. “Struktura ovog romana je jednostavna, ali ona simultano razvija različite radnje, iz različitih vremena i prostora.” Na početku, Vonegаt kao narator/tvorac govori da će da otera sebe u mentalni karambol i, kroz ceo roman, može se videti kako eksperimentiše i odustaje od različitih koncepata, od ‘otkrića’ novog sveta 1492. do eufemizama za genitalije. 
Kada Kilgor konačno pristigne u Midlend Siti, on privlači pažnju Dvejna. Zbunjeni Dvejn zahteva poruku od Kilgora, koji mu poklanja kopiju svog romana. Dvejn čita roman, koji tvrdi da je direktna poruka od Tvorca univerzuma u kojoj on govori da je čitalac – u ovom slučaju Dvejn, jedina osoba u univerzumu sa slobodnom voljom. Svi ostali su roboti. Dvejn veruje da je roman istinit i odmah kreće u nasilnički pohod, žestoko prebijajući svog sina, svoju ljubavnicu i sedmoro drugih ljudi, pre nego što biva priveden. Kada Kilgor hoda ulicama Mildend Sitija posle Dvejnovog divljanja, prilazi mu narator knjige. Narator obaveštava Kilgora o svom postojanju i pušta Kilgora da postane slubodan, sa sopstvenom voljom. Kilgor moli da bude ponovo mlad i roman se završava sa slikom Vonegаta kako plače.

## Glavne Teme
Samoubistvo, slobodna volja, psihička bolest, kao i društvena i ekonomska bezobzirnost, su teme kojima se bavi ovaj roman. U uvodniku, Vonegat navodi da on naginje da “misli o ljudima kao velikim, plastičnim tubama, u kojima se odvijaju hemijske reakcije.” Kao i u Klanici 5 iz 1969. godine i Sirenama titana iz 1959. Vonegat ponovo ispituje prirodu slobodne volje. U ovom slučaju, pisac gleda na čovečanstvo kao na vrstu bioloških mašina, stoga su fizičke mere likova često date kada su oni predstavljani. On povezuje psihičku bolest Dvejna Huvera, kao i većine čovečanstva sa prevelikom koncentracijom “loših hemikalija” u mozgu, koje, kada se upare sa lošim idejama, formiraju “Jin i Jang ludila.” Ova ideja, da ljudi nisu ništa drugo do mašine, provlači se kroz celu radnju romana koji Kilgor Traut daje Dvejnu Huveru. I Traut i Vonegat shvataju kolika je moć pogrešnih ideja. Vonegat primećuje kako je “prirodno za ljude da se ponašaju zločesto i čak i sa takvim zločestim posledicama čine sve da žive kao ljudi izmišljeni u tim knjigama. Ovo je bio razlog zbog kојеg su Amerikanci toliko često ubijali jedni druge: to je bila prikladna literarna tehnika za završavanje kratkih priča i knjiga.” Pogled na ljude kao na biološke mašine, s prva prihvaćen od strane Vonegata, je protivrečаn tvrdnjama Raba Karebekiana, apstraktnog umetnika, koji tvrdi da “naša spoznaja je sve ono sto je živo i možda sveto u svakom od nas. Sve ostalo je mrtva mašinerija.” 
Roman je kritika američkog društva i načina na koji ono tretira svoje građane, mnogi od kojih su “bili toliko zapušteni i varani i vređani da su pomislili da se nalaze u pogrešnoj državi.” On se fokusira umnogome na rasne razlike, siromaštvo i na uništavanje okoline, kritikujući dvoličnost zemlje koja tvrdi da je zasnovana na principima slobode, iako je bila osnovana od strane ljudi koji su “koristili ljude kao mašineriju i čak i kada je svaka vrsta ropstva ukinuta, zbog toga što je to bilo sramotno, oni i njihovi potomci su nastavili da gledaju na obične ljude kao na mašine.”

## Stil
Roman je jednostavan što se tiče strukture rečenice i sintakse, što je deo Vonegatovog stila. Takođe, ironija, sentimentalnost i crni humor prožimaju ceo roman. Doručak šampiona je podeljen na veoma male celine, što je uostalom prisutno u svim delima Kurta Vonegata. U ovom slučaju, te celine su razdvojene pomoću tri tačke. Vonegat je tvrdio da su njegove knjige “mozaici napravljeni od malih parčića… a svaki parčić je jedna šala.” On ponavlja određene fraze i reči veoma često, što je opet karakteristično za njegova dela. U Doručak šampiona, on počinje mnoga poglavlja sa “Slušaj”, a završava ih sa “I tako dalje.”
Roman je prepun crteža, kojima je autor želeo da predstavi razne aspekte života na zemlji. Oni uključuju anus, zastave, 1942. godinu, dabra, vaginu, flaminga, gaćice, baklju, nadgrobne spomenike, jin-jang simbol, puške, kamione, krave i hamburgere koji se prave od njih, piliće i Kentacky Fried Chicken koji se pravi od njih, električnu stolicu, slova ETC, božićne čestitke, desnu ruku sa odsečenim domalim prstom, hemijsku strukturu molekula plastike, jabuku, pi, nulu, simbol za beskonačnost, kao i sunčane naočare koje autor nosi u trenutku kada postaje deo romana. 
Metafikcija je prilično izražena u ovom romanu, tako da se Vonegat pojavljuje kao narator/tvorac ovog dela, objašnjavajući kako i zašto je napravio svet takvim kakav jeste, menjajući stvari kada poželi, ali i iznenađujući se određenim događajima.
Roman se povezuje i sa nekim drugim Vonegatovim delima. Osim Kilgora Trauta, i mnogi drugi likovi iz drugih Vonegatovih romana se pojavljuju u Doručku šampiona, kao na primer Eliot Rouzvoter i Rabo Karabekian. Rouzvoter je sporedni lik u romanu Klanica 5 i glavni u jednom drugom romanu, dok je Karabekian glavni lik u Plavoj ptici. Huverova sekretarica, Fransin Pefko, se pre ovoga pojavila u Mačjoj kolevci. 

## Pozadina priče

### Naslov
Naslov je uzet iz poznatog slogana, koji je koristila kompanija za proizvodnju ovsenih pahuljica, Wheaties. Frazu “Doručak šampiona” izgovara konobarica svaki put kada posluži mušteriju čašicom martinija. Vonegat, u svom tipičnom ironičnom maniru, ismeva sistem brendova, primećujući da je Doručak šampiona registrovani trejdmark kompanije General Mills, Inc. i da korišćenje fraze nije ruganje njihovom proizvodu.
Vonegat naziva sebe Volbojdom Stardžom, imenom za koje tvrdi da je njegov prijatelj Noks Burger povezivao sa komplikovanom literaturom. Izgleda da je ime pozajmljeno iz kratke priče britanskog satiriste Sakija, Filibod Stardž, priča o mišu koji je pomogao.

### Sumnje u vezi publikacije
Prema članku objavljenom u New York Times-u, јanuara 1971.”Vonegat tvrdi da je gotov sa pisanjem romana… Posle Klanice 5, Vonegat je počeo sa radom na romanu nazvanom Doručak šampiona, u kojem se radi o svetu u kojem je svako, osim jednog čoveka, robot. On je odustao od romana, koji ostaje nezavršen. Pitao sam ga zašto, na šta je Vonegat odgovorio: ‘Zato što je bio s…e.” Ovo mišljenje se održalo i u narednom periodu.  After the publication of Breakfast of Champions, Vonnegut stopped publishing short stories, and many believed he had given up writing altogether, with the New York Times book review stating, "Mr. Vonnegut's persona gives up fiction before our very eyes. . . . When he self-destructs himself as a novelist by first warning us in the middle of his book that 'Once I understood what was making America such a dangerous, unhappy nation of people who had nothing to do with real life, I resolved to shun story-telling.'"
U uvodniku, Vonegat tvrdi da kada je napunio pedeset godina, osetio je potrebu da “očisti svoj mozak od svog smeća koje je bilo tamo” – što uključuje razne teme njegovih crteža, kao i likove iz njegovih proslih romana i priča. Na kraju, on ilustruje roman sa svojim jednostavnim crtežima i uključuje mnoge likove iz svojih pređašnih romana i kratkih priča.

### Slava
Vonegatov prethodni roman, Klanica 5, je bio njegov prvi komercijalni uspeh i pretvorio ga je iz nepoznatog pisca naučne fantastike u jednog od najpoznatijih književnika u celoj zemlji. 

## Reagovanja na roman
Doručak šampiona je proveo 56 nedelja na New York Times listi najprodavanijih knjiga. Roman je dobio pohvale od New York Times-a, TIME magazina, i Publishers Weekly. Vonegat, međutim, nije bio zadovoljan romanom i dao mu je ocenu C (trojka), nižu nego što je dao bilo kom svom drugom romanu osim Slapstick-u. Ipak, Doručak šampiona ostaje jedan od Vonegatovih najpoznatijih i najuticajnijih dela.

## Filmska adaptacija
Roman je pretočen u film istog imena, snimljen 1999. sa Brusom Vilisom i Nikom Noltijem u glavnim ulogama. Film je veoma loše prihvaćen, kako od generalne publike, tako i od strane profesionalnih kritičara.